# Laigin
Los Laigin, en ortografía moderna Laighin (pronunciación en inglés: /ˈl̪ˠaːjɪnʲ/: pronunciación en inglés: /ˈl̪ˠaːjɪnʲ/), fueron una población de la primitiva Irlanda. Dieron su nombre al reino y luego a la provincia de Leinster, la cual en la era medieval fue conocida en irlandés como Cóiced Laigen, que significa "provincia del Leinstermen". Su territorio, localizado en el sureste de Irlanda, se piensa que laguna vez se extendió desde el Río Shannon hasta el Río Boyne.

## Etimología
Laigin es un sustantivo en plural, lo que indica que es un etnónimo en lugar de un término geográfico; sin embargo, en el sistema irlandés de denominación de los territorios significaba que un área tendía a ser nombrada a partir de una figura épica ancestral incluso cuando la dinastía gobernante no tuviera ningún vínculo con esa figura. El origen de su nombre es incierto, sin embargo, se asume tradicionalmente que deriva de la palabra irlandesa láigen, que significa "una lanza".

## Orígenes
Los Laigin clamaban ser descendientes de Labraid Loingsech. Los historiadores modernos sugieren, basados en tradiciones irlandesas y nombres de lugares relacionados, que los Laigin fueron un grupo de invasores de la Galia o de Gran Bretaña, quienes llegaron no después del siglo VI a. C., y que fueron luego incorporados al esquema genealógico medieval que hizo que todos los grupos gobernantes de la antigua Irlanda descendieran de Míl Espáine. Los nombres de los lugares también sugieren que alguna vez tuvieron presencia en el norte de Munster y en Connacht.

## Pueblos y dinastías relacionadas
Los poemas arcaicos encontrados en los textos genealógicos medievales distinguen tres grupos que forman a los Laigin: los propios Laigin, los Gáilióin, y el Fir Domnann. Los últimos dicen estar relacionados con los británicos Dumnonii.
Entre otras, algunas de las dinastías que claman pertenecer a los Laigin incluyen: Uí Failge, Uí Biarrche, Uí Dúnlainge, Uí Ceinnselaig, Uí Garrchon, y el Uí Máil.

## En la literatura medieval
En los cuentos legendarios del Ciclo del Úlster, el rey de los Connachta, Ailill mac Máta, se dice que perteneció a los Laigin. Esto fue pensado por Byrne (2001) relacionándolo a una posible dominación temprana de la provincia de Connacht por pueblos relacionados con los Laigin, los Fir Domnann y los Gamanrad.